# Ixhuatán
Ixhuatán est une municipalité située dans l'État du Chiapas, dans le sud du Mexique, dont le chef-lieu est la ville de Ixhuatán. Elle est limitrophe au nord de la municipalité de Solosuchiapa, à l'est de celle de Huitiupán, au sud de celle de Pueblo Nuevo Solistahuacán et de Tapilula et à l'ouest de celle de Chapultenango.